# Rampage (rappeur)
Pour les articles homonymes, voir Rampage.
Rampage, de son vrai nom Roger McNair, né le 1er août 1974 à Brooklyn, New York, est un rappeur américain. Il est membre du groupe Flipmode Squad, avec Busta Rhymes.

## Biographie
Fils de Katherine McNair et de Roger Williams, Roger est né en 1974, et est originaire du quartier Flatbush à Brooklyn. En 1992, Rampage, qui rappe depuis deux ans, signe son premier contrat avec Dallas Austin sur Rowdy Records / Arista Records, puis publie son premier single, Beware of the Rampsack. En 1994, il figure sur le titre Flava in Ya Ear (Remix) avec Craig Mack, Notorious B.I.G., LL Cool J et Busta Rhymes. 
Rampage apparaît pour la première fois le 25 mai 1996 aux côtés de Busta Rhymes, Spliff Star, Lord Have Mercy, Rah Digga, et Serious sur l'album The Coming,. Rampage participe à la chanson Woo Hah!! Got You All in Check avec Busta Rhymes. L'album atteint la 6e place du Billboard 200. Un an plus tard, en 1997, Rampage signe un nouveau contrat avec Elektra Records. Il y publie son premier album, Scout's Honor... by Way of Blood, le 29 juillet 1997 qui atteint la 65e place du Billboard 200, et dont les singles Take It to the Streets et We Getz Down parviennent jusqu'au top 40 américain.
Flipmode Squad, le groupe dans lequel Rampage est membre depuis le début des années 1990, publie son premier album intitulé The Imperial Album, le 1er septembre 1998,. L'album atteint la 15e place du Billboard 200 et rapporte au groupe un Source Award en 1999. 
En 2001, Rampage enregistre avec Busta Rhymes le remix du succès mondial d'Alicia Keys, Fallin'. Vers 2005, Rampage décide de relancer sa carrière solo en sortant une mixtape officielle d'avant-album appelée Demagraffix. Le LP arrive finalement en 2006, intitulé Have You Seen?, sur Sure Shot Records. En 2012, Rampa signe avec le label Gracie Productions/TVT Distribution. La même année, il publie le titre Zig Zag Zig avec R.A. the Rugged Man.
En 2015, Rampage publie son single à succès Gimme The Night puis sa mixtape Remington Steele,.

## Discographie

### Albums studio
- 1994 : Tha Red Oktoba
- 1997 : Scout's Honor... By Way of Blood
- 2006 : Have You Seen?
- 2012 : R.E.A.L (Road to Everyone Ain't Loyal)

### Mixtapes
- 2006 : Demagraphix
- 2011 : Remington Steele

### Albums collaboratifs
- 1998 : The Imperial Album (avec Flipmode Squad)